# Mamberamo

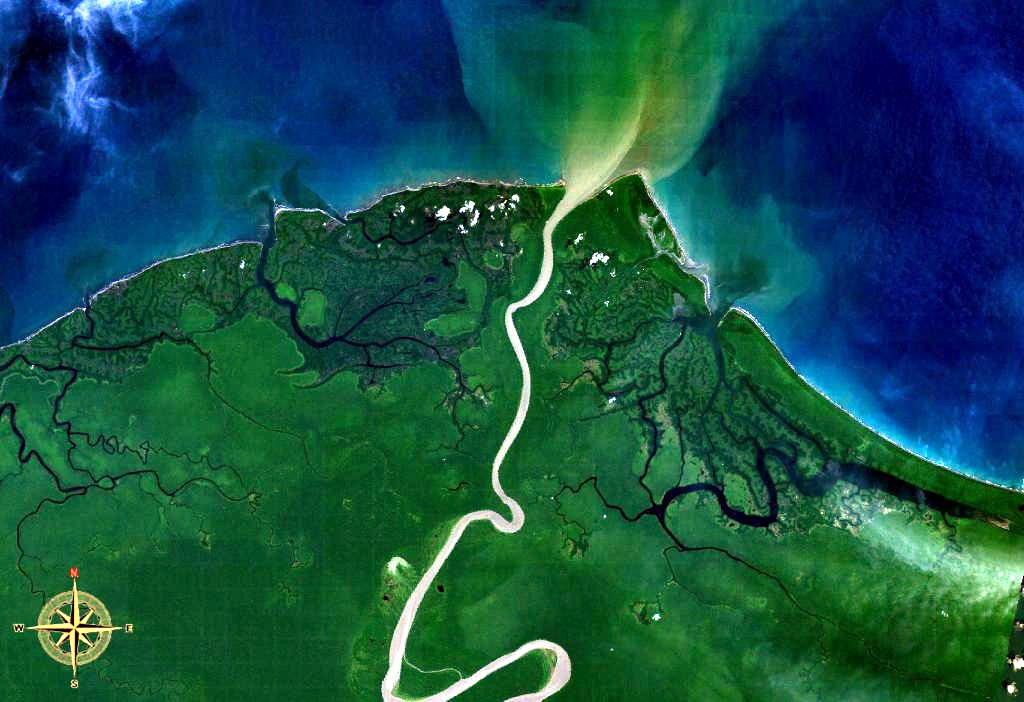
Satellietopname van de monding van de Mamberamo

De Mamberamo is een rivier in de Indonesische provincie Papoea. De rivier is qua breedte en debiet (4.580 m3/s) de grootste van Indonesië.
De rivier wordt gevormd door de samenloop van twee rivieren, de Idenburg (Indonesisich: Taritatu) en de Tariku. Vandaar stroomt de rivier door een groot dal in het Van Rees Gebergte. De bronrivieren worden gevoed door bergrivieren die in het Sterrengebergte ontspringen, onder andere de Sobger-rivier. De Mamberamo slingert in grote meanders richting noordkust en mondt uit bij Kaap D'Urville (Indonesisch:Tanjung Narwaku) in de Grote Oceaan.
In het dal van deze rivier wonen verschillende volkeren met weinig contact met de buitenwereld en de biodiversiteit van het gebied in ongeëvenaard. Nog steeds worden in dit gebied nieuwe soorten planten en vogels ontdekt. Door Conservation International, Indonesian Institute of Sciences (Indonesisch: Lembaga Ilmu Pengetahuan Indonesia) en de Universitas Cenderawasih in Jayapura wordt hiernaar onderzoek verricht in het gebied.
Sinds de jaren 1990 bestaan er plannen voor een waterkrachtcentrale die voorlopig nog op de tekentafel liggen. Echter, bij natuurbeschermingsorganisaties bestaat hierover zorg. Samen met de Fly is de Mamberamo de enige grote rivier op aarde die nog niet is ingedamd.

## Geschiedenis

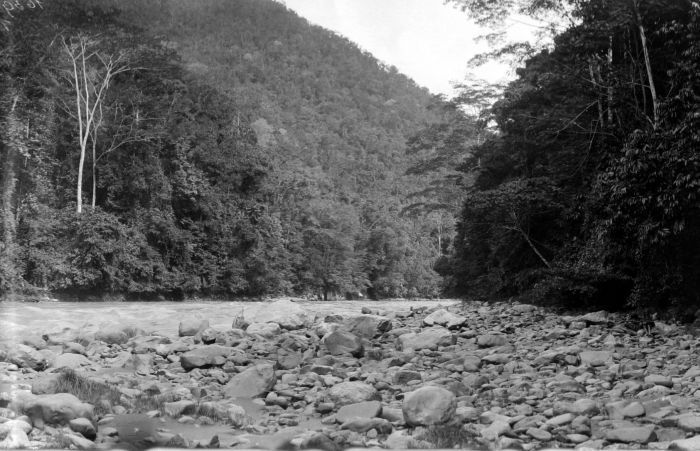
Het stroomgebied van de boven Mamberano in Nieuw Guinea tijdens een expeditie in ±1894

In 1545 voer de Spaanse zeevaarder Yñigo Ortiz de Retez langs de noordkust van Papoea tot de monding van deze rivier. Op deze plek claimde hij dit gebied voor de Spaanse kroon en toen ontstond de naam Nieuw-Guinea (Nueva Guinea), een naam die nog steeds wordt aangehouden.
De eerste Europeaan die de rivier landinwaarts binnenvoer was de Nederlander Dr D. F. van Braam Morris in 1883. Hij was toen resident van Ternate (de noordelijke Molukken). Hij roeide de rivier op om te zien of die ook met een stoomschip toegankelijk was. Het volgende jaar keerde hij terug met het stoomschip Havik en voer daarmee hemelsbreed 95 km landinwaarts en bereikte 24 juli 1884 (op 138° 2′ 8″ OL en 2° 20′ ZB) het verste punt. Daar werd op een eilandje, dat Havik-Eiland werd genoemd, aan een grote boom een bord gespijkerd met datum als bewijs dat een vertegenwoordiger van de "Nederlandsch-Indische Regeering" daar was geweest.
- Virtual International Authority File: 315528489